# العلاقات الإكوادورية الفرنسية
العلاقات الإكوادورية الفرنسية هي العلاقات الثنائية التي تجمع بين الإكوادور وفرنسا.

## مقارنة بين البلدين
هذه مقارنة عامة ومرجعية للدولتين:
| وجه المقارنة                                              | الإكوادور                      | فرنسا                                                    |
| --------------------------------------------------------- | ------------------------------ | -------------------------------------------------------- |
| المساحة (كم2)                                             | 283.56 ألف                     | 643.80 ألف                                               |
| عدد السكان (نسمة)                                         | 16.62 مليون                    | 67.12 مليون                                              |
| الكثافة السكانية (ن./كم²)                                 | 58.61                          | 104.26                                                   |
| العاصمة                                                   | كيتو                           | باريس                                                    |
| اللغة الرسمية                                             | اللغة الإسبانية، كيشوا ‏، شوار ‏ | لغة فرنسية                                               |
| العملة                                                    | دولار أمريكي، سوكري إكوادوري   | يورو، فرنك س ف ب، فرنك فرنسي، Livre tournois ‏            |
| الناتج المحلي الإجمالي (بليون دولار)                      | 103.06 مليار                   | 2.58 تريليون                                             |
| الناتج المحلي الإجمالي (تعادل القوة الشرائية) بليون دولار | 185.24 مليار                   | 2.87 تريليون                                             |
| الناتج المحلي الإجمالي الاسمي للفرد دولار أمريكي          | 6.21 ألف                       | 36.20 ألف                                                |
| الناتج المحلي الإجمالي للفرد دولار أمريكي                 | 11.37 ألف                      | 39.33 ألف                                                |
| مؤشر التنمية البشرية                                      | 0.746                          | 0.888                                                    |
| رمز المكالمات الدولي                                      | +593                           | +33                                                      |
| رمز الإنترنت                                              | .ec                            | .fr، .bzh ‏، .tf، .re، .wf، .yt، .pm، .paris              |
| المنطقة الزمنية                                           | 00                             | أوروبا/باريس ‏، توقيت وسط أوروبا، توقيت وسط أوروبا الصيفي |

## مدن متوأمة
في ما يلي قائمة باتفاقيات التوأمة بين مدن إكوادورية وفرنسية:
- ترتبط ريوبامبا مع Saint-Amand-Montrond [الإنجليزية]‏ باتفاقية توأمة.

## منظمات دولية مشتركة
يشترك البلدان في عضوية مجموعة من المنظمات الدولية، منها:
| علم المنظمة | اسم المنظمة                        | تاريخ انضمام الإكوادور | تاريخ انضمام فرنسا |
| ----------- | ---------------------------------- | ---------------------- | ------------------ |
|             | مؤسسة التنمية الدولية              | 7 نوفمبر 1961          | 30 ديسمبر 1960     |
|             | يونسكو                             | 22 يناير 1947          | 4 نوفمبر 1946      |
|             | وكالة ضمان الاستثمار متعدد الأطراف | 12 أبريل 1988          | 28 ديسمبر 1989     |
|             | الأمم المتحدة                      | 21 ديسمبر 1945         | 24 أكتوبر 1945     |
|             | الفريق المعني برصد الأرض           | ?                      | ?                  |
|             | الاتحاد البريدي العالمي            | ?                      | ?                  |
|             | البنك الدولي للإنشاء والتعمير      | 28 ديسمبر 1945         | 27 ديسمبر 1945     |
|             | المنظمة الهيدروغرافية الدولية      | ?                      | ?                  |
|             | الاتحاد الدولي للاتصالات           | 17 أبريل 1920          | 1866               |
|             | منظمة حظر الأسلحة الكيميائية       | ?                      | ?                  |
|             | مؤسسة التمويل الدولية              | 20 يوليو 1956          | 20 يوليو 1956      |
|             | منظمة التجارة العالمية             | ?                      | 1995               |
|             | منظمة الشرطة الجنائية الدولية      | ?                      | ?                  |

## أعلام
هذه قائمة لبعض الشخصيات التي تربطها علاقات بالبلدين:
- أنطونيو بارا فيلاسكو (دبلوماسي إكوادوري، 17 ديسمبر 1900 – 28 أكتوبر 1994)
- أنطونيو فلوريس خيخون (رئيس الإكوادور، 23 أكتوبر 1833[22] – 30 أغسطس 1915[22])
- خورخي كاريرا أندرادي (28 سبتمبر 1911 – 7 نوفمبر 1978[23][24])

## وصلات خارجية
- موقع وزارة الخارجية الإكوادورية
- موقع وزارة الخارجية الفرنسية